# Accademia Nazionale di Santa Cecilia
Det italienske Accademia Nazionale di Santa Cecilia (dansk: Skt Cecilias Nationalakademi) er en af de ældste musikinstitutioner i verden.
Det har sin base i Parco della Musica i Rom og blev grundlagt af bullen Ratione congruit udstedt af Sixtus V i 1585, som påberåbte sig to helgener, der var fremstående i vestlig musikhistorie: Gregor den Store, efter hvem gregoriansk sang er opkaldt, og Sankt Cæcilia, skytshelgenen for musik. Det blev grundlagt som en "menighed" eller et "broderskab" – en religiøs loge, så at sige – og gennem århundrederne er det vokset fra et forum for lokale musikere og komponister til et internationalt anerkendt akademi.